# Chernes sanborni
Chernes sanborni es una especie de arácnido  del orden Pseudoscorpionida de la familia Chernetidae.

## Distribución geográfica
Se encuentra en Massachusetts y Nueva York (estado)  (Estados Unidos).